# ۲۶ مرداد
۲۶ مرداد صد و پنجاهمین روز از سال در گاه شماری خورشیدی است. به پایان سال ۲۱۵ روز (۲۱۶ روز در سال کبیسه) مانده‌است.

## رویدادها
- ۱۳۲۴ ـ اعلام استقلال اندونزی
- ۱۳۶۷. سقوط هواپیمای حامل محمد ضیاءالحق،رییس‌جمهور پاکستان
- ۱۳۶۹ ـ بازگشت اسرای ایرانی جنگ ایران و عراق به ایران[۱]
- ۱۳۳۲ - محمد رضا پهلوی و ثریا وارد رم شدند.
- ۱۳۸۶ - حادثه ۲۶ مرداد ۱۳۸۶ بل ۲۱۴ هوانیروز ارتش جمهوری اسلامی ایران

## زادروزها
- ۱۳۶۳ - علی عبدالمالکی، خواننده، آهنگساز، ترانه‌سرا و تنظیم کننده

## درگذشت‌ها
- ۱۳۶۷. محمد ضیاءالحق،رییس‌جمهور نظامی پاکستان(۱۷ اوت ۱۹۸۸م)
- ۱۳۹۷ - عزت‌الله انتظامی، بازیگر
- ۱۳۹۷ - سید ضیاءالدین دری، کارگردان
- ۱۳۹۹ - بهمن  مفید، بازیگر
- ۱۴۰۲ - جلال شباهنگی، نقاش